# Jelle Palmaerts
Jelle Palmaerts is een Belgisch acteur. Hij heeft het syndroom van Down.
In 2017 speelde hij als Jasper Vloemans een van de hoofdrollen in de 7-delige televisieserie Tytgat Chocolat. Tien jaar eerder speelde hij zijn eerste terugkerende rol in het laatste seizoen van Wittekerke. Daarvoor speelde hij al gastrollen. Sinds 2021 speelt hij de rol van Emiel in de soap Familie.
Jelle Palmaerts maakt deel uit van theatergroep Theater STAP in Turnhout.

## Filmografie
- 2023: Trizombie (televisieserie) - Luka
- 2021-heden: Familie (televisieserie) - Emiel Bauwens
- 2021: Z (korte film) - Tim
- 2020: Echte Verhalen: SOS 112 (televisieserie) - Sander
- 2019: De Terugkeer van Sooi Dingemans (korte film) - Raymon
- 2018: Connie & Clyde (televisieserie) - Steve
- 2017: Tytgat Chocolat (televisieserie) - Jasper Vloemans
- 2016: Downside up (korte film) - leraar
- 2012: Het bombardement (film) - Herman
- 2012: Clan (televisieserie) - Bertje
- 2011: Code 37 (televisieserie) - Danny Desmet
- 2010: En waar de sterre bleef stille staan (film) - Suskewiet
- 2009: Sterven en leven van Jan De Vroey (film) - Aaron, Zoon van Jan De Vroey
- 2008: Wittekerke (televisieserie) - Jelle
- 2004: Spoed (televisieserie) - Mark